# Емил Дюркем
Давид Емил Дюркем (на френски: David Émile Durkheim) е френски социолог. Трудът му Правилата на социологическия метод (Les Règles de la méthode sociologique) от 1895 г. за пръв път дефинира принципите и целите на науката социология.

## Биография
Дюркем произхожда от семейство на френски евреи, което силно му повлиява, тъй като баща му е равин и живее по времето на „Аферата Драйфус“. Завършва L'Ecole Normale Supèrieure в Париж и е съвременник на Анри Бергсон и Жан Жорес. Отчужден от елитаризма на френските академични среди, прекарва научната си кариера в старание да се раздалечи от тях и напудрения формализъм. Пише основните си научни трудове в периода 1890 – 1915 г., в културно-историческия контекст на Третата Френска Република. Това е бурно време с несигурен политически климат, който прави Дюркем чувствителен към проблемите на едно разделено общество в процес на промяна.
В своя труд „Самоубийството“ (1897) Дюркем използва статистики на самоубийства от общества, които тогава водят такива статистики: главно Великобритания, Франция и Германия. Той забелязва, че самоубийствата не са константа, а ту се увеличава, ту пада техният брой. Търсейки причината за това, Дюркем открива, че по време на война или природно бедствие, самоубийствата намаляват. Неговият извод е, че когато индивидът се чувства като част от сплотена общност и има ясни прости цели, той е по-малко склонен да се самоубие, отколкото ако е един безличен атом с неясен смисъл на живота. Второто състояние Дюркем нарича „аномия“ (на английски: anomie).
Повлиян е от позитивизма на Огюст Конт и идеята за обществен договор.

## Трудове
- За разделението на обществения труд (De la division du travail social) (1893)
- Правилата на социологическия метод (Les règles de la méthode sociologique) (1895)
- Самоубийството (Le suicide) (1897)
- Социология и социални науки (La Sociologie et son domaine scientifique) (1909)
- Елементарни форми на религиозния живот (Les Formes élémentaires de la vie religieuse) (1912)

## На български
- Емил Дюркхайм, Възпитание и социология, Прев. от фр. Найден Чакъров, София: Съгласие, 1936.
- Емил Дюркем, Нравствено възпитание, Прев. от фр. И. Константинов. Под ред. на Цв. Петков. София, 1941.
- Емил Дюркейм, Избрано, Прев. от фр. Боряна Димитрова, научен редактор Лиляна Деянова, ИК Критика и хуманизъм, София, 1994.
- Емил Дюркем, Елементарни форми на религиозния живот, София: „София – С. А.“, 1998[5] пр. от фр. М. Серафимова, Л. Янакиева
- Емил Дюркем, Самоубийството, Прев. от фр. Евгения Грекова; Предисл. Мария Серафимова, София: Женифер-Хикс, 1999. ISBN 954-8036-04-5
- Емил Дюркем, За разделението на обществения труд, Прев. от фр. Тодорка Минева, Чавдар Ценов, София: Сонм, 2002. ISBN 954-8478-43-9
- Емил Дюркем, Да мислим възпитанието, Прев. Чавдар Ценов и Калоян Приматаров, София: Сонм, 2006. ISBN 954-8478-84-6